# Втрати 155-ї окремої бригади морської піхоти (РФ)
У статті наведено подробиці втрат 155-ї окремої бригади морської піхоти Збройних Сил РФ.

## Російсько-українська війна
| п/п  | Прізвище, ім'я, по батькові                                                  | Звання                                                                                                  | Дата народження | Дата смерті               | Місце смерті                                                                               |
| ---- | ---------------------------------------------------------------------------- | --- | --------------- | ------------------------- | ------------------------------------------------------------------------------------------ |
| 1.   | Короташ Павло Віталійович (рос. Короташ Павел Витальевич)                    | гвардії матрос                                                                                          | 16.07.2002      | 04.03.2022                |                                                                                            |
| 2.   | Борець Ілля Дмитрович (рос. Борец Илья Дмитриевич)                           | гвардії матрос                                                                                          | 15.10.2000      | 06.03.2022                |                                                                                            |
| 3.   | Вердіханов Бехман Бахрамович (рос. Вердиханов Бехман Бахрамович)             | гвардії старший лейтенант, командир десантно-штурмового взводу                                          | 21.06.1994      | 06.03.2022                | с. Мощун, Київська область                                                                 |
| 4.   | Жуков Владислав Денисович (рос. Жуков Владислав Денисович)                   | гвардії матрос                                                                                          | 09.01.2000      | 06.03.2022                | с. Мощун, Київська область                                                                 |
| 5.   | Зеляпукін Георгій Вячеславович (рос. Зеляпукин Георгий Вячеславович)         | гвардії матрос, навідник рб                                                                             | 20.12.1999      | 06.03.2022                |                                                                                            |
| 6.   | Іванов Андрій Андрійович (рос. Иванов Андрей Андреевич)                      | гвардії капітан, командир десантно-штурмової роти                                                       | 23.06.1989      | 06.03.2022                | Київська область                                                                           |
| 7.   | Карачов Олександр Андрійович (рос. Карачев Александр Андреевич)              | гвардії молодший сержант                                                                                | 15.12.1999      | 06.03.2022                |                                                                                            |
| 8.   | Коньков Іван Олександрович (рос. Коньков Иван Александрович)                 | гвардії капітан                                                                                         | 01.11.1985      | 06.03.2022                |                                                                                            |
| 9.   | Ларенов Максим Олександрович (рос. Ларенов Максим Александрович)             | гвардії матрос, оператор десантно-штурмової роти                                                        | 23.02.1996      | 06.03.2022                | Київська область                                                                           |
| 10.  | Лапін Дмитро Євгенович (рос. Лапин Дмитрий Евгеньевич)                       | гвардії матрос                                                                                          |                 | 06.03.2022                | пропав безвісти біля р. Ірпінь, Київська область. Визнано загиблим військовим комісаріатом |
| 11.  | Машехін Костянтин Олексійович (рос. Машехин Константин Алексеевич)           | гвардії матрос, стрілець-помічник гранатометника                                                        | 29.04.1998      | 06.03.2022                |                                                                                            |
| 12.  | Межов Андрій Геннадійович (рос. Межов Андрей Геннадьевич)                    | гвардії старший матрос                                                                                  | 03.06.2000      | 06.03.2022                |                                                                                            |
| 13.  | Миков Максим Олексійович (рос. Миков Максим Алексеевич)                      | гвардії матрос, стрілець-помічник гранатометника                                                        | 15.07.2002      | 06.03.2022                | Київська область                                                                           |
| 14.  | Олександров Юрій Васильович (рос. Александров Юрий Васильевич)               | гвардії старший матрос                                                                                  |                 | 06.03.2022                |                                                                                            |
| 15.  | Петров Євген Станіславович (рос. Петров Евгений Станиславович)               | гвардії старший матрос                                                                                  | 12.09.2001      | 06.03.2022                |                                                                                            |
| 16.  | Пєсня Андрій Олегович (рос. Песня Андрей Олегович)                           | гвардії матрос, кулеметник                                                                              | 03.02.2001      | 06.03.2022                |                                                                                            |
| 17.  | Тарасов Ігор Олександрович (рос. Тарасов Игорь Александрович)                | гвардії матрос                                                                                          | 2001            | 06.03.2022                |                                                                                            |
| 18.  | Туранов Олександр Андрійович (рос. Туранов Александр Андреевич)              | гвардії матрос                                                                                          | 30.04.1996      | 06.03.2022                |                                                                                            |
| 19.  | Чернадчук Олексій Анатолійович (рос. Чернадчук Алексей Анатольевич)          | гвардії матрос                                                                                          | 17.08.1986      | 06.03.2022                |                                                                                            |
| 20.  | Чугунов Олексій Олександрович (рос. Чугунов Алексей Александрович)           | гвардії старший матрос, десантно-штурмова рота                                                          | 07.05.2000      | 06.03.2022                |                                                                                            |
| 21.  | Бакулін Сергій Олександрович (рос. Бакулин Сергей Александрович)             | гвардії старший сержант, командир розвідувального відділення                                            | 22.12.1990      | 06.03.2022                |                                                                                            |
| 22.  | Оринко Андрій Сергійович (рос. Оринко Андрей Сергеевич)                      | гвардії сержант                                                                                         | 25.08.1992      | 07.03.2022                |                                                                                            |
| 23.  | Родіонов Віктор Вікторович (рос. Родионов Виктор Викторович)                 | гвардії сержант                                                                                         |                 | 07.03.2022                |                                                                                            |
| 24.  | Гільов Олександр Олексійович (рос. Гилев Александр Алексеевич)               | механік-водій БМП                                                                                       | 07.11.2000      | 07.03.2022                | с. Мощун, Київська область                                                                 |
| 25.  | Альошкін Максим Григорович (рос. Алешкин Максим Григорьевич)                 | гвардії старший лейтенант, командир взводу управління мінометної батерії десантно-штурмового батальйону | 23.11.1989      | 15.03.2022                |                                                                                            |
| 26.  | Мартинов Олексій Максимович (рос. Мартынов Алексей Максимович)               | гвардії старший матрос, водій автомобільного взводу роти забезпечення                                   | 03.10.2002      | 15.03.2022                | с. Обуховичі, Київська область                                                             |
| 27.  | Толмачов Сергій Юрійович (рос. Толмачев Сергей Юрьевич)                      | | 06.10.1999      | 15.03.2022                | с. Обуховичі, Київська область                                                             |
| 28.  | Федурін Денис Олексійович (рос. Федурин Денис Алексеевич)                    | гвардії матрос, мінометний взвод                                                                        | 08.09.2001      | 15.03.2022                | с. Обуховичі, Київська область                                                             |
| 29.  | Гусаров Сергій Вадимович (рос. Гусаров Сергей Вадимович)                     | гвардії матрос                                                                                          | 14.01.2002      | 21.03.2022                |                                                                                            |
| 30.  | Дондоков Батор Гаврилович (рос. Дондоков Батор Гаврилович)                   | гвардії сержант                                                                                         | 21.01.1999      | 21.03.2022                |                                                                                            |
| 31.  | Уразаєв Артем Валерійович (рос. Уразаев Артем Валерьевич)                    | гвардії матрос, командир бойової машини                                                                 | 2002            | 21.03.2022                | Київська область                                                                           |
| 32.  | Каліндін Данило Іванович (рос. Калиндин Данил Иванович)                      | гвардії матрос, розвідник-гранатометник                                                                 | 2000            | 21.03.2022                |                                                                                            |
| 33.  | Кондратьєв Володимир Олександрович (рос. Кондратьев Владимир Александрович)  | гвардії сержант, командир відділення розвідувального батальйону                                         | 14.03.1998      | 21.03.2022                |                                                                                            |
| 34.  | Маади Айдис Алдар-оолович (рос. Маады Айдыс Алдар-оолович)                   | гвардії матрос                                                                                          | 07.04.2002      | 23.03.2022                |                                                                                            |
| 35.  | Циренов Денис Жамсоєвич (рос. Цыренов Денис Жамсоевич)                       | гвардії матрос                                                                                          | 12.07.2000      | 23.03.2022                |                                                                                            |
| 36.  | Шавалдін Микита Андрійович (рос. Шавалдин Никита Андреевич)                  | гвардії матрос                                                                                          | 06.03.2000      | 23.03.2022                | c. Тетерівське, Київська область                                                           |
| 37.  | Шемелін Іван Дмитрович (рос. Шемелин Иван Дмитриевич)                        | гвардії матрос, старший снайпер стрілкового відділення                                                  | 23.04.2000      | 23.03.2022                | помер від ран у шпиталі м. Донецька                                                        |
| 38.  | Москвичов Сергій Владиславович (рос. Москвичев Сергей Владиславович)         | гвардії підполковник, начальник бронетанкової служби                                                    | 29.05.1976      | 27.03.2022                |                                                                                            |
| 39.  | Борисов Юрій Олександрович (рос. Борисов Юрий Александрович)                 | гвардії майор, заступник ком батальйону морської піхоти з озброєння                                     | 19.03.1987      | 29.03.2022 чи 27.04.2022  | помер від ран у шпиталі м. Москва                                                          |
| 40.  | Хаметов Дмитро Олексійович (рос. Хаметов Дмитрий Алексеевич)                 | гвардії старший матрос                                                                                  | 22.04.1999      | до 31.03.2022             |                                                                                            |
| 41.  | Чулимов В'ячеслав Євгенович (рос. Чулымов Вячеслав Евгеньевич)               | гвардії матрос                                                                                          | 01.05.2002      | 02.04.2022 або 30.03.2022 | поблизу м. Волноваха                                                                       |
| 42.  | Секретаренко Андрій (рос. Секретаренко Андрей)                               | гвардії матрос                                                                                          | 2002            | 26.04.2022                |                                                                                            |
| 43.  | Циренов Бімба Бадмаєвич (рос. Цыренов Бимба Бадмаевич)                       | гвардії матрос, навідник гранатометного взводу десантно-штурмового батальйону                           | 20.05.1998      | 15.04.2022                | Маріуполь                                                                                  |
| 44.  | Михайлов Микита Олександрович (рос. Михайлов Никита Александрович)           | гвардії старший матрос                                                                                  | 20.04.2000      | 20.03.2022                |                                                                                            |
| 45.  | Гранкін Сергій Едуардович (рос. Гранкин Сергей Эдуардович)                   | гвардії матрос, водій-гранатометчик автр бмз                                                            | 16.07.1999      | 20.04.2022                |                                                                                            |
| 46.  | Корольов Михайло Юрійович (рос. Королев Михаил Юрьевич)                      | гвардії сержант, водій автвід дшб                                                                       | 14.01.1985      | 26.04.2022                |                                                                                            |
| 47.  | Олександров Олексій Ігорович (рос. Александров Алексей Игоревич)             | гвардії матрос, водій десантно-штурмового батальйону                                                    |                 | до 29.04.2022             |                                                                                            |
| 48.  | Богдановський Дмитро Олександрович (рос. Богдановский Дмитрий Александрович) | гвардії прапорщик, технік десантно-штурмової роти                                                       |                 | до 06.05.2022             |                                                                                            |
| 49.  | Магомедов Мурад Магомедович (рос. Магомедов Мурад Магомедович)               | гвардії капітан, командир 1-ї роти                                                                      | 1992            | 01.05.2022                |                                                                                            |
| 50.  | Кадерм'ятов Вадим Віталійович (рос. Кадермятов Вадим Витальевич)             | гвардії старший лейтенант,                                                                              | 14.07.1996      | 08.05.2022                | с. Павлівка (Волноваський район)                                                           |
| 51.  | Коритов Антон Георгійович (рос. Корытов Антон Георгиевич)                    | гвардії старший матрос                                                                                  | 29.01.1992      | 08.05.2022                |                                                                                            |
| 52.  | Силаєв Роман Сергійович (рос. Силаев Роман Сергеевич)                        | гвардії молодший сержант, стрілок-навідник десантно-штурмової роти                                      | 05.08.1995      | 08.05.2022                |                                                                                            |
| 53.  | Котельников Олексій Романович (рос. Котельников Алексей Романович)           | гвардії матрос, десантно-штурмова рота                                                                  | 13.03.1991      | 14.05.2022                |                                                                                            |
| 54.  | Кознов Денис Сергійович (рос. Кознов Денис Сергеевич)                        | гвардії матрос, старший розвідник                                                                       | 17.09.2001      | 24.05.2022                |                                                                                            |
| 55.  | Пілюгін Матвій Анатолійович (рос. Пилюгин Матвей Анатольевич)                | гвардії старший лейтенант                                                                               | 16.10.1994      | 30.05.2022                | поблизу с. Берестове (Бахмутський район)                                                   |
| 56.  | Шойдонов Содном Баїрович (рос. Шойдонов Содном Баирович)                     | гвардії сержант, десантно-штурмова рота                                                                 | 28.06.1999      | 30.05.2022                |                                                                                            |
| 57.  | Дансаранов Цибен Дмитрович (рос. Дансаранов Цыбен Дмитриевич)                | гвардії матрос, десантно-штурмовой батальйон                                                            | 09.03.1999      | 01.06.2022                |                                                                                            |
| 58.  | Михайлов Інокентій Іванович (рос. Михайлов Иннокентий Иванович)              | | 10.12.1983      | 01.06.2022                |                                                                                            |
| 59.  | Сандак-Хуурак Чиміт Начинович (рос. Сандак-Хуурак Чимит Начынович)           | гвардії старший матрос, навідник-оператор                                                               | 17.06.2000      | 01.06.2022                | помер від ран у шпиталі ім. Н.М. Бурденко, м. Москва                                       |
| 60.  | Рудаков Ігор Михайлович (рос. Рудаков Игорь Михайлович)                      | гвардії матрос, інспектор взводу військової поліції                                                     | 27.03.1994      | 03.06.2022                |                                                                                            |
| 61.  | Мупкін Данило Костянтинович (рос. Мупкин Даниил Константинович)              | гвардії майор, заступник командира бригади з виховної роботи                                            | 16.07.1986      | до 06.06.2022             |                                                                                            |
| 62.  | Путінцев Микита Олександрович (рос. Путинцев Никита Александрович)           | гвардії старший матрос, старший стрілець                                                                |                 | 08.06.2022                |                                                                                            |
| 63.  | Чулкін Микита Костянтинович (рос. Чулкин Никита Константинович)              | гвардії матрос, санітарний інструктор, стрілець-гранатометник                                           | 2002            | 12.06.2022                |                                                                                            |
| 64.  | Вєтошніков Олексій Михайлович (рос. Ветошников Алексей Михайлович)           | гвардії сержант, дизометричне відділення взвод спеціальної обробки рРХБЗ                                | 25.11.1997      | до 15.06.2022             |                                                                                            |
| 65.  | Самохвалов Сергій Петрович (рос. Самохвалов Сергей Петрович)                 | гвардії молодший сержант                                                                                | 18.01.1985      | 26.06.2022                |                                                                                            |
| 66.  | Зарбуєв Олександр Сергійович (рос. Зарбуев Александр Сергеевич)              | гвардії сержант, навідник протитанкового взводу десантно-штурмового батальйона                          | 11.10.2001      | до 27.06.2022             |                                                                                            |
| 67.  | Зарубін Євген Михайлович (рос. Зарубин Евгений Михайлович)                   | гвардії старший прапорщик                                                                               | 13.02.1988      | до 02.07.2022             |                                                                                            |
| 68.  | Іванов Артем Олександрович (рос. Иванов Артем Александрович)                 | гвардії старшина                                                                                        |                 | до 06.07.2022             |                                                                                            |
| 69.  | Архіпов Данило Сергійович (рос. Архипов Данил Сергеевич)                     | гвардії матрос                                                                                          |                 | до 18.07.2022             |                                                                                            |
| 70.  | Гладких Олександр Володимирович (рос. Гладких Александр Владимирович)        | гвардії матрос                                                                                          |                 | до 18.07.2022             |                                                                                            |
| 71.  | Комдошев Туулан-Ер Емілевич (рос. Комдошев Туулан-Эр Эмилевич)               | |                 | 01.06.2022                | помер від ран у шпиталі ім. Н.М. Бурденко, м. Москва                                       |
| 72.  | Виговський Семен Олександрович (рос. Виговский Семён Александрович)          | гвардії старший сержант                                                                                 |                 | до 15.08.2022             |                                                                                            |
| 73.  | Ізмайлов Рафаель Айбулатович (рос. Измайлов Рафаэль Айбулатович)             | гвардії старший матрос                                                                                  | 28.02.1988      | 17.08.2022                |                                                                                            |
| 74.  | Симонов Євген Сергійович (рос. Симонов Евгений Сергеевич)                    | гвардії старший матрос                                                                                  | 1994            | до 21.08.2022             |                                                                                            |
| 75.  | Батчаєв Денис Хаджидаутович (рос. Батчаев Денис Хаджидаутович)               | гвардії старший матрос                                                                                  | 15.01.1991      | 28.08.2022                |                                                                                            |
| 76.  | Плясунов Руслан Анварович (рос. Плясунов Руслан Анварович)                   | гвардії матрос                                                                                          | 07.02.2001      | 29.08.2022                |                                                                                            |
| 77.  | Кисельов Леонід Анатолійович (рос. Киселев Леонид Анатольевич)               | гвардії старший сержант                                                                                 | 29.06.1994      | 07.09.2022                |                                                                                            |
| 78.  | Перепадо Максим Анатолійович (рос. Перепадо Максим Анатольевич)              | гвардії старший матрос                                                                                  |                 | до 08.09.2022             |                                                                                            |
| 79.  | Нікіфоров Данило Олександрович (рос. Никифоров Данил Александрович)          | гвардії сержант                                                                                         | 14.06.1996      | 07.09.2022                |                                                                                            |
| 80.  | Лубсанов Цирен Олександрович (рос. Лубсанов Цырен Александрович)             | гвардії капітан, командир 2-ї десантно-штурмової роти                                                   | 22.09.1995      | до 10.09.2022             |                                                                                            |
| 81.  | Черних Михайло Михайлович (рос. Черных Михаил Михайлович)                    | гвардії старший лейтенант                                                                               | 10.05.1987      | 27.09.2022                | с. Павлівка (Волноваський район)                                                           |
| 82.  | Муратов Кирило Андрійович (рос. Муратов Кирилл Андреевич)                    | гвардії матрос, стрілець-кулеметник                                                                     | 28.01.2003      | 29.10.2022                | с. Павлівка (Волноваський район)                                                           |
| 83.  | Смирнов Роман Іванович (рос. Смирнов Роман Иванович)                         | гвардії молодший сержант, старший навідник мінометного взводу десантно-штурмового батальйону            | 16.10.1983      | 29.10.2022                |                                                                                            |
| 84.  | Печаткін Максим Володимирович (рос. Печаткин Максим Владимирович)            | | 28.06.1996      | 29.10.2022                |                                                                                            |
| 85.  | Тучин Максим Юрійович (рос. Тучин Максим Юрьевич)                            | гвардії сержант, водій-електрик відділення ТО зенітно-ракетного дивізіону                               | 09.07.1983      | 30.10.2022                |                                                                                            |
| 86.  | Єршов Олексій Леонідович (рос. Ершов Алексей Леонидович)                     | гвардії рядовий, механік-водій гранатометного взводу                                                    | 10.04.1990      | 30.10.2022                |                                                                                            |
| 87.  | Коромщиков Михайло Валерійович (рос. Коромщиков Михаил Валерьевич)           | стрілок                                                                                                 | 11.05.1987      | 30.10.2022                |                                                                                            |
| 88.  | Оганян Давид Арманович (рос. Оганян Давид Арманович)                         | гвардії матрос                                                                                          | 2002            | 30.10.2022                | с. Павлівка (Волноваський район)                                                           |
| 89.  | Під'ячий Максим Володимирович (рос. Подъячий Максим Владимирович)            | гвардії старший матрос                                                                                  | 21.12.1999      | 01.11.2022                | с. Павлівка (Волноваський район)                                                           |
| 90.  | Воробйов Павло Андрійович (рос. Воробьёв Павел Андреевич)                    | гвардії матрос                                                                                          | 12.07.1991      | 06.11.2022                | с. Павлівка (Волноваський район)                                                           |
| 91.  | Камінський Володимир (рос. Каминский Владимир)                               | |                 | 06.11.2022                |                                                                                            |
| 92.  | Нечунаєв Микола Дмитрович (рос. Нечунаев Николай Дмитриевич)                 | гвардії молодший сержант, командир взводу                                                               | 1982            | 06.11.2022                | с. Павлівка (Волноваський район)                                                           |
| 93.  | Пантелеєв Олександр (рос. Пантелеев Александр)                               | гвардії матрос                                                                                          | 28.08.1990      | 08.11.2022                | поблизу м. Вугледар                                                                        |
| 94.  | Біломісних Ігор Леонідович (рос. Беломестных Игорь Леонидович)               | | 21.01.1979      | 09.11.2022                |                                                                                            |
| 95.  | Кім Ілля (рос. Ким Илья)                                                     | гвардії старший лейтенант, командир взводу                                                              |                 | 09.11.2022                |                                                                                            |
| 96.  | Пєхота Роман Олександрович (рос. Пехота Роман Александрович)                 | гвардії старший мічман                                                                                  | 05.02.1990      | 09.11.2022                |                                                                                            |
| 97.  | Смольський Микита Олександрович (рос. Смольский Никита Александрович)        | |                 | 09.11.2022                |                                                                                            |
| 98.  | Кізнерцев Костянтин Костянтинович (рос. Кизнерцев Константин Константинович) | водій-хімік вРХБР рРХБЗ                                                                                 |                 | 11.11.2022                | с. Павлівка (Волноваський район)                                                           |
| 99.  | Зіненко Олексій Миколайович (рос. Зиненко Алексей Николаевич)                | гвардії лейтенант, командир десантно-штурмового взводу                                                  | 07.06.1975      | до 15.11.2022             | поблизу м. Вугледар                                                                        |
| 100. | Забігаєв Олександр Валерійович (рос. Забегаев Александр Валерьевич)          | вогнеметник вогнеметної роти                                                                            | 12.05.1991      | 15.11.2022                |                                                                                            |
| 101. | Гордєєв Микола Олександрович (рос. Гордеев Николай Александрович)            | стрілок помічник десантно-штурмової роти                                                                |                 | 18.11.2022                | с. Павлівка (Волноваський район)                                                           |
| 102. | Кудрін Сергій Інокентійович (рос. Кудрин Сергей Иннокентьевич)               | гвардії рядовий, стрілок десантно-штурмового батальйону                                                 |                 | 18.11.2022                | с. Павлівка (Волноваський район)                                                           |
| 103. | Демчук Михайло Михайлович (рос. Демчук Михаил Михайлович)                    | гвардії рядовий                                                                                         | 24.02.1994      | 18.11.2022                | с. Павлівка (Волноваський район)                                                           |
| 104. | Новіков Олександр Станіславович (рос. Новиков Александр Станиславович)       | гвардії матрос                                                                                          | 17.05.1989      | 18.11.2022                |                                                                                            |
| 105. | Павлов Олексій Сергійович (рос. Павлов Алексей Сергеевич)                    | гвардії старший сержант                                                                                 | 17.03.1992      | 19.11.2022                | с. Павлівка (Волноваський район)                                                           |
| 106. | Циндескін Олександр Валерійович (рос. Цындескин Александр Валерьевич)        | гвардії матрос, розвідувальна рота                                                                      | 23.01.1999      | 04.12.2022                |                                                                                            |
| 107. | Сидоренко Сергій Анатолійович (рос. Сидоренко Сергей Анатольевич)            | |                 | до 09.12.2022             | с. Павлівка (Волноваський район)                                                           |
| 108. | Лавріненко Віктор (рос. Лавриненко Виктор)                                   | |                 | до 19.12.2022             |                                                                                            |
| 109. | Колодяжний Олексій Сергійович (рос. Колодяжный Алексей Сергеевич)            | гвардії старший сержант, заступник командира взводу                                                     | 30.04.1990      | 27.01.2023                |                                                                                            |
| 110. | Айтулов Євген Юрійович (рос. Айтулов Евгений Юрьевич)                        | старший вогнеметник вогнеметної роти                                                                    | 1976            | до 07.02.2023             |                                                                                            |
| 111. | Кокоричев Іван Петрович (рос. Кокоричев Иван Петрович)                       | гвардії єфрейтор                                                                                        | 07.03.1990      | 19.02.2023                |                                                                                            |
| 112. | Шулбаєв Олександр Анатолійович (рос. Шулбаев Александр Анатольевич)          | гвардії старший сержант, заступник командира взводу                                                     | 12.07.1993      | до 09.03.2023             |                                                                                            |
| 113. | Глушаков Степан Олександрович (рос. Глушаков Степан Александрович)           | гвардії рядовий                                                                                         |                 | 20.03.2023                | поблизу м. Вугледар                                                                        |
| 114. | Зубков Кирило Володимирович (рос. Зубков Кирилл Владимирович)                | | 10.10.1990      | 02.04.2023                | поблизу м. Вугледар                                                                        |
| 115. | Пирогов Микита Геннадійович (рос. Пирогов Никита Геннадьевич)                | гвардії сержант                                                                                         | 27.07.1992      | 19.04.2023                |                                                                                            |
| 116. | Хіль Юрій Іванович (рос. Хиль Юрий Иванович)                                 | | 29.01.1963      | 24.04.2023                |                                                                                            |
| 117. | Трухін Валерій (рос. Трухин Валерий)                                         | | 30.04.1996      | 09.05.2023                |                                                                                            |
| 118. | Верещагін Філіпп (рос. Верещагин Филипп)                                     | самохідно-артилерійський взвод батальйон морської піхоти                                                | 06.08.1993      | до 24.05.2023             |                                                                                            |
| 119. | Єгоров Дмитро Миколайович (рос. Егоров Дмитрий Николаевич)                   | рядовий                                                                                                 | 27.01.1975      | 09.09.2023                | Новомайорське                                                                              |
| 120. | Платов Сергій Олегович (рос. Платов Сергей Олегович)                         | рядовий                                                                                                 | 18.12.1990      | 10.09.2023                |                                                                                            |
| 121. | Кожухов Роман (рос. Кожухов Роман)                                           | підполковник, заступник командира бригади                                                               |                 | 27.02.2024                | с. Оленівка, Донецька область                                                              |
| 122. | Абілов Олександр Вадимович (рос. Абилов Александр Вадимиович)                | майор                                                                                                   |                 | 27.02.2024                | с. Оленівка, Донецька область                                                              |
| 123. | Крууз Антон Олександрович (рос. Крууз Антон Александрович)                   | сержант                                                                                                 | 20.01.1986      | 27.02.2024                | с. Оленівка, Донецька область                                                              |
| 124. | Борисов Андрій Анатолійович (рос. Борисов Андрей Анатольевич)                | прапорщик                                                                                               | 12.06.1982      | 27.02.2024                | с. Оленівка, Донецька область                                                              |
| 125. | Ломаєв Руслан Володимирович (рос. Ломаев Руслан Владимирович)                | | 23.08.1985      | до 13.04.2024             |                                                                                            |
| 126. | Ільїн Сергій (рос. Ильин Сергей)                                             | полковник, командир бригади                                                                             |                 | 02.07.2025                | Коренєво, Курська область (РФ)                                                             |
| 127. | Муртазалієв Шаміль (рос. Муртазалиев Шамиль)                                 | майор, помічник начальника штабу бригади                                                                |                 | 02.07.2025                | Коренєво, Курська область (РФ)                                                             |